# Paul Eiding
Paul Eiding (Cleveland, Ohio; 28 de marzo de 1957) es un actor, artista de voz e instructor de voz estadounidense, conocido por ser la voz de Roy Campbell en la saga de Metal Gear, Max Tennyson en Ben 10 y Ben 10: Alien Force, el Judicador Aldaris en el videojuego de StarCraft, y el narrador en el videojuego original de Diablo.

## Filmografía

### Animación
- Ben 10 - Max Tennyson, Voces Adicionales
- Ben 10: Alien Force - Max Tennyson, DNAliens, Highbreed
- Cow and Chicken - Voces Adicionales
- Evil Con Carne - Varios Personajes
- Sky Commanders - Raider Rath
- SWAT Kats: The Radical Squadron - Dr. N. Zyme
- The Grim Adventures of Billy & Mandy - Voces Adicionales
- The Real Adventures of Jonny Quest - Bennett
- Transformers - Perceptor
- W.I.T.C.H. - Jeek

### Apariciones
- CSI: Miami - Juez Porterson (episodio Backstabbers)
- The Charmings - Don “King of Carpets” Miller
- ER - Kadalski (episodio The Gift)
- Picket Fences - Jason Steinberg
- The Pretender - Bernie Baxley
- El ala oeste de la Casa Blanca -  (episodio Ellie)
- My Name Is Earl -  (episodio Got The Babysitter Pregnant)

### Películas
- Ben 10: El secreto del Omnitrix - Max Tennyson
- Cars - Voces Adicionales
- Buscando a Nemo - Voces Adicionales
- Monsters, Inc. - Voces Adicionales
- Once Upon a Forest - Padre de Abigail
- Porco Rosso - Voces Adicionales
- El viaje de Chihiro - Voces Adicionales
- Transformers: la película - Perceptor

### Videojuegos
- Battlezone 2 - Padishah Frank Burns
- Ben 10: Protector of Earth - Max Tennyson
- Bloody Roar Extreme - Alan Gado, Anunciador
- Condemned 2: Bloodshot - Deputy Director Ike Farrell
- Crisis Core: Final Fantasy VII - Profesor Hojo
- Dark Cloud 2 - Cedric
- Diablo - Narrador, Pepin, Archbishop Lazarus, Guerrero
- Diablo II - Narrador, Mephisto, Horazon
- Dirge of Cerberus -Final Fantasy VII- - Professor Hojo
- Eternal Darkness: Sanity's Requiem - Franciscan Monk Paul Luther/Monge/Supervisor
- Eve of Extinction - Z
- Evil Zone - Gally "Vanish" Gregman/Narrator/Brian Zar Deline
- Fallout 3 - Nathan (y otros)
- God of War - Gravedigger, Zeus, Greek Soldier
- God of War II - Theseus
- Grandia II - Skye, Oro, Carpaccio, Brother 3
- Guild Wars: Eye of the North - King Jalis Ironhammer
- Jade Empire - Kang the Mad
- Marvel: Ultimate Alliance - Ymir
- Metal Gear Solid - Roy Campbell
- Metal Gear Solid 2: Sons of Liberty - The Colonel
- Metal Gear Solid: The Twin Snakes - Roy Campbell
- Metal Gear Solid 3: Snake Eater - Roy Campbell (Snake vs. Monkey)
- Metal Gear Solid 4: Guns of the Patriots - Roy Campbell
- Ninja Gaiden II (2008 video game) - Muramasa
- Onimusha 3 - Mitsuhide Akechi
- Ratchet & Clank Future: Tools of Destruction - Zephyr
- Rise of the Argonauts - Argos the Shipwright
- Sacrifice - Eldred
- Super Smash Bros. Brawl - Roy Campbell
- Starcraft - Judicator Aldaris
- Syphon Filter: Dark Mirror - Gary Stoneman
- Sword of the Berserk: Guts' Rage - Duneth/Gyove
- Syphon Filter: The Omega Strain  - Gary Stoneman
- Warcraft III: The Frozen Throne - Gul'dan, Varimathras
- Pete The Flying Cat 9 - Mickey King